# Bhang

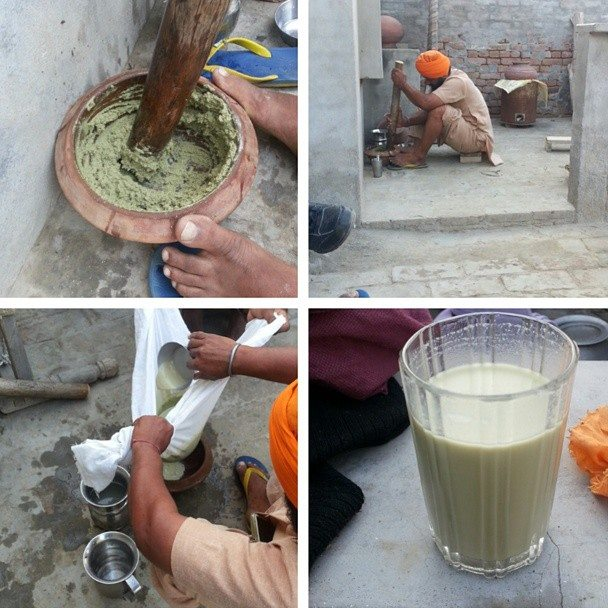
Proceso de hacer bhang

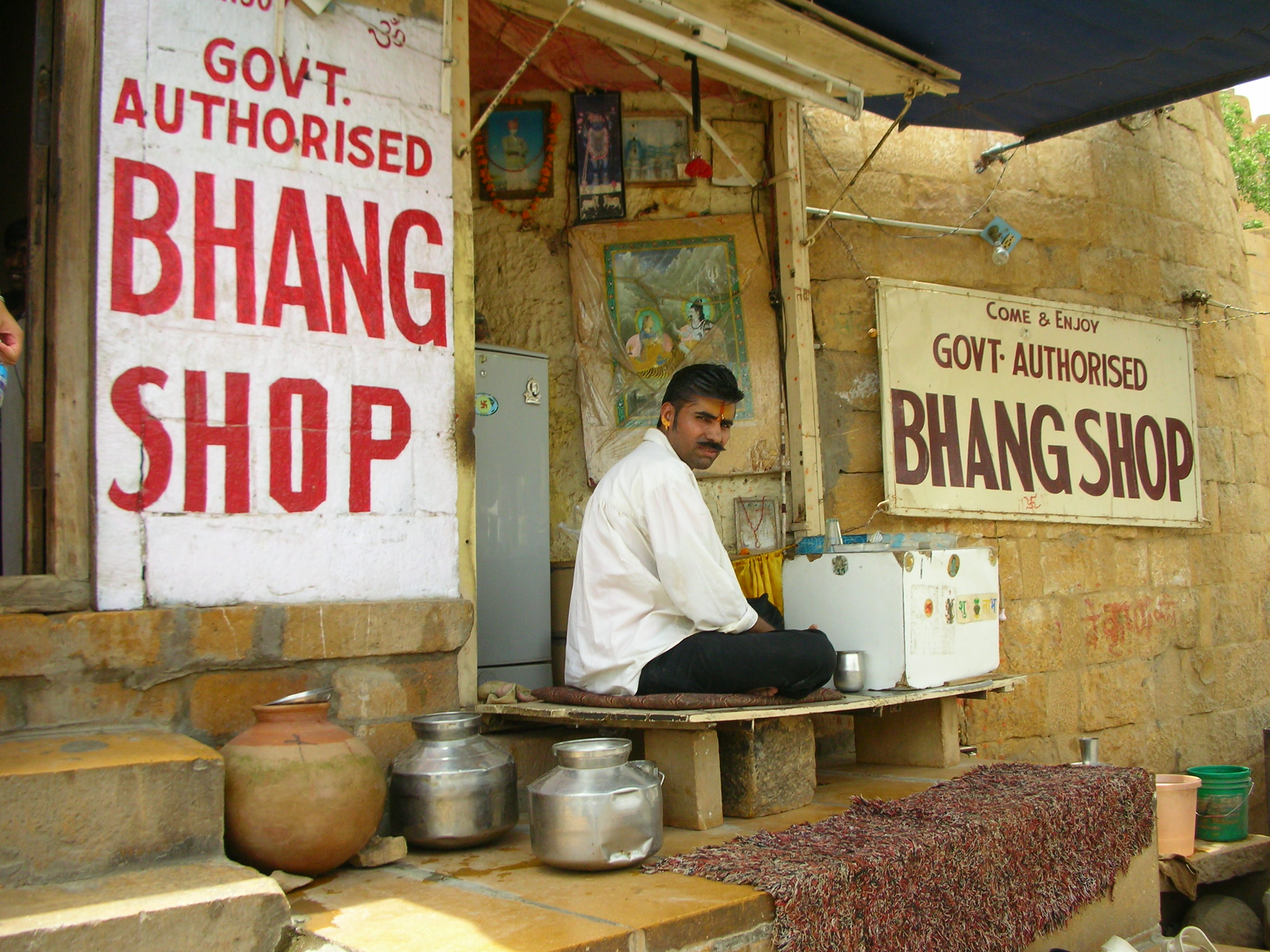
Una tienda que vende bhang en Jaisalmer, Rajastán (India).

El bhang es una comida de cannabis  preparada a partir de cannabis y utilizada en infusiones, que tiene un efecto psicotrópico. En África, bhang, banga o bangui se refiere al cannabis mismo. Bhang Ki Thandai (en hindi) es una bebida popular en varias partes del norte de India, que se prepara a base de una mezcla de bhang y thandai, más el agregado de cualquier infusión fría preparada con almendras, especias, leche y azúcar.
Bhang Lassi es otra bebida muy popular preparada con bhang. Hay comercios dedicados a la venta en las ciudades indias de Jaisalmer, Puri, Varanasi o Púshkar.